# It's Alive (2008)
It's Alive är en amerikansk skräckfilm från 2008 i regi av Josef Rusnak. Det är en ny version av filmen med samma namn från 1974. 

## Handling
Collegestudenten Lenore Harker är gravid och lämnar skolan innan terminen slutat för att flytta in i ett avlägset hus tillsammans med sin pojkvän Frank. När det är dags för Lenore att föda åker till sjukhuset. I salen hittas sedan två läkare och två sköterskor brutalt mördade och både Lenore och barnet är indränkta i blod. När Lenore blir utskriven återvänder de till huset.

## Rollista i urval
- Bijou Phillips - Lenore Harker
- James Murray - Frank Davis
- Raphaël Coleman - Chris Davis
- Owen Teale - Perkins
- Ty Glaser - Marnie
- Oliver Coopersmith - Mike